# Santomees voetbalelftal (mannen)
Het Santomees voetbalelftal is een team van voetballers dat Sao Tomé en Principe vertegenwoordigt bij internationale wedstrijden zoals de kwalificatiewedstrijden voor het WK en de Afrika Cup. De Federação Santomense de Futebol (FSF) werd in 1975 opgericht en is sinds 1986 aangesloten bij de Confédération Africaine de Football en de FIFA.

## Geschiedenis
Het Santomees voetbalelftal behaalde in maart 2012 met de 115e plaats de hoogste positie op de FIFA-wereldranglijst tot dan toe, in september 2007 werd met de 200e plaats de laagste positie bereikt. Tussen 2007 en 2011 werd het team zelfs jarenlang uit de ranglijst geschrapt vanwege een gebrek aan interlandresultaten in de periode 2004-2010. FSF-president Idalecio Pachire sprak zijn hoop uit vanaf september 2011 weer mee te doen aan het kwalificatietoernooi voor het wereldkampioenschap voetbal 2014. In november 2011 werd het Santomees elftal door Congo-Brazzaville uitgeschakeld voor het WK 2014, wel werd het elftal weer in de FIFA-ranglijst opgenomen. In januari 2012 wist het Santomees elftal Lesotho uit te schakelen in de voorronde voor kwalificatie voor Afrikaans kampioenschap 2013, maar in de volgende ronde was Sierra Leone over twee wedstrijden de betere. In de kwalificatie voor het Afrikaans kampioenschap van 2015 was Benin de betere.

## Bijnaam
De bijnaam van het Santomees voetbalelftal luidt Selecção de Falcão e Papagaio, de "selectie van valk en papegaai", en is vernoemd naar het wapen van Sao Tomé en Principe waar deze twee vogels in afgebeeld staan.

## Deelnames aan internationale toernooien

### Wereldkampioenschap
| Wereldkampioenschap voetbal overzicht | Wereldkampioenschap voetbal overzicht | Wereldkampioenschap voetbal overzicht | Wereldkampioenschap voetbal overzicht | Wereldkampioenschap voetbal overzicht | Wereldkampioenschap voetbal overzicht | Wereldkampioenschap voetbal overzicht | Wereldkampioenschap voetbal overzicht | Wereldkampioenschap voetbal overzicht |
| Jaar                                  | Ronde                                 | Wed.                                  | W                                     | G                                     | V                                     | DV                                    | DT                                    |                                       |
| ------------------------------------- | ------------------------------------- | ------------------------------------- | ------------------------------------- | ------------------------------------- | ------------------------------------- | ------------------------------------- | ------------------------------------- | ------------------------------------- |
| 1994                                  | Teruggetrokken                        | Teruggetrokken                        | Teruggetrokken                        | Teruggetrokken                        | Teruggetrokken                        | Teruggetrokken                        | Teruggetrokken                        | Teruggetrokken                        |
| 1998                                  | Geen deelname                         | Geen deelname                         | Geen deelname                         | Geen deelname                         | Geen deelname                         | Geen deelname                         | Geen deelname                         | Geen deelname                         |
| 2002                                  | Niet gekwalificeerd                   | Niet gekwalificeerd                   | Niet gekwalificeerd                   | Niet gekwalificeerd                   | Niet gekwalificeerd                   | Niet gekwalificeerd                   | Niet gekwalificeerd                   | Niet gekwalificeerd                   |
| 2006                                  | Niet gekwalificeerd                   | Niet gekwalificeerd                   | Niet gekwalificeerd                   | Niet gekwalificeerd                   | Niet gekwalificeerd                   | Niet gekwalificeerd                   | Niet gekwalificeerd                   | Niet gekwalificeerd                   |
| 2010                                  | Teruggetrokken                        | Teruggetrokken                        | Teruggetrokken                        | Teruggetrokken                        | Teruggetrokken                        | Teruggetrokken                        | Teruggetrokken                        | Teruggetrokken                        |
| 2014                                  | Niet gekwalificeerd                   | Niet gekwalificeerd                   | Niet gekwalificeerd                   | Niet gekwalificeerd                   | Niet gekwalificeerd                   | Niet gekwalificeerd                   | Niet gekwalificeerd                   | Niet gekwalificeerd                   |
| 2018                                  | Niet gekwalificeerd                   | Niet gekwalificeerd                   | Niet gekwalificeerd                   | Niet gekwalificeerd                   | Niet gekwalificeerd                   | Niet gekwalificeerd                   | Niet gekwalificeerd                   | Niet gekwalificeerd                   |
| 2022                                  | Niet gekwalificeerd                   | Niet gekwalificeerd                   | Niet gekwalificeerd                   | Niet gekwalificeerd                   | Niet gekwalificeerd                   | Niet gekwalificeerd                   | Niet gekwalificeerd                   | Niet gekwalificeerd                   |
| 2026                                  | Niet gekwalificeerd                   | Niet gekwalificeerd                   | Niet gekwalificeerd                   | Niet gekwalificeerd                   | Niet gekwalificeerd                   | Niet gekwalificeerd                   | Niet gekwalificeerd                   | Niet gekwalificeerd                   |

### Afrikaans kampioenschap
| Afrika Cup overzicht | Afrika Cup overzicht | Afrika Cup overzicht | Afrika Cup overzicht | Afrika Cup overzicht | Afrika Cup overzicht | Afrika Cup overzicht | Afrika Cup overzicht | Afrika Cup overzicht |
| Jaar                 | Ronde                | Wed.                 | W                    | G                    | V                    | DV                   | DT                   |                      |
| -------------------- | -------------------- | -------------------- | -------------------- | -------------------- | -------------------- | -------------------- | -------------------- | -------------------- |
| 2000                 | Niet gekwalificeerd  | Niet gekwalificeerd  | Niet gekwalificeerd  | Niet gekwalificeerd  | Niet gekwalificeerd  | Niet gekwalificeerd  | Niet gekwalificeerd  | Niet gekwalificeerd  |
| 2002                 | Niet gekwalificeerd  | Niet gekwalificeerd  | Niet gekwalificeerd  | Niet gekwalificeerd  | Niet gekwalificeerd  | Niet gekwalificeerd  | Niet gekwalificeerd  | Niet gekwalificeerd  |
| 2004                 | Teruggetrokken       | Teruggetrokken       | Teruggetrokken       | Teruggetrokken       | Teruggetrokken       | Teruggetrokken       | Teruggetrokken       | Teruggetrokken       |
| 2006                 | Niet gekwalificeerd  | Niet gekwalificeerd  | Niet gekwalificeerd  | Niet gekwalificeerd  | Niet gekwalificeerd  | Niet gekwalificeerd  | Niet gekwalificeerd  | Niet gekwalificeerd  |
| 2008                 | Geen deelname        | Geen deelname        | Geen deelname        | Geen deelname        | Geen deelname        | Geen deelname        | Geen deelname        | Geen deelname        |
| 2010                 | Teruggetrokken       | Teruggetrokken       | Teruggetrokken       | Teruggetrokken       | Teruggetrokken       | Teruggetrokken       | Teruggetrokken       | Teruggetrokken       |
| 2012                 | Geen deelname        | Geen deelname        | Geen deelname        | Geen deelname        | Geen deelname        | Geen deelname        | Geen deelname        | Geen deelname        |
| 2013                 | Niet gekwalificeerd  | Niet gekwalificeerd  | Niet gekwalificeerd  | Niet gekwalificeerd  | Niet gekwalificeerd  | Niet gekwalificeerd  | Niet gekwalificeerd  | Niet gekwalificeerd  |
| 2015                 | Niet gekwalificeerd  | Niet gekwalificeerd  | Niet gekwalificeerd  | Niet gekwalificeerd  | Niet gekwalificeerd  | Niet gekwalificeerd  | Niet gekwalificeerd  | Niet gekwalificeerd  |
| 2017                 | Niet gekwalificeerd  | Niet gekwalificeerd  | Niet gekwalificeerd  | Niet gekwalificeerd  | Niet gekwalificeerd  | Niet gekwalificeerd  | Niet gekwalificeerd  | Niet gekwalificeerd  |
| 2019                 | Niet gekwalificeerd  | Niet gekwalificeerd  | Niet gekwalificeerd  | Niet gekwalificeerd  | Niet gekwalificeerd  | Niet gekwalificeerd  | Niet gekwalificeerd  | Niet gekwalificeerd  |
| 2021                 | Niet gekwalificeerd  | Niet gekwalificeerd  | Niet gekwalificeerd  | Niet gekwalificeerd  | Niet gekwalificeerd  | Niet gekwalificeerd  | Niet gekwalificeerd  | Niet gekwalificeerd  |
| 2023                 | Niet gekwalificeerd  | Niet gekwalificeerd  | Niet gekwalificeerd  | Niet gekwalificeerd  | Niet gekwalificeerd  | Niet gekwalificeerd  | Niet gekwalificeerd  | Niet gekwalificeerd  |
| 2025                 | Niet gekwalificeerd  | Niet gekwalificeerd  | Niet gekwalificeerd  | Niet gekwalificeerd  | Niet gekwalificeerd  | Niet gekwalificeerd  | Niet gekwalificeerd  | Niet gekwalificeerd  |

### African Championship of Nations
| African Championship of Nations overzicht | African Championship of Nations overzicht | African Championship of Nations overzicht | African Championship of Nations overzicht | African Championship of Nations overzicht | African Championship of Nations overzicht | African Championship of Nations overzicht | African Championship of Nations overzicht | African Championship of Nations overzicht |
| Jaar                                      | Ronde                                     | Wed.                                      | W                                         | G                                         | V                                         | DV                                        | DT                                        |                                           |
| ----------------------------------------- | ----------------------------------------- | ----------------------------------------- | ----------------------------------------- | ----------------------------------------- | ----------------------------------------- | ----------------------------------------- | ----------------------------------------- | ----------------------------------------- |
| 2009–2016                                 | Geen deelname                             | Geen deelname                             | Geen deelname                             | Geen deelname                             | Geen deelname                             | Geen deelname                             | Geen deelname                             | Geen deelname                             |
| 2018                                      | Niet gekwalificeerd                       | Niet gekwalificeerd                       | Niet gekwalificeerd                       | Niet gekwalificeerd                       | Niet gekwalificeerd                       | Niet gekwalificeerd                       | Niet gekwalificeerd                       | Niet gekwalificeerd                       |
| 2020                                      | Teruggetrokken                            | Teruggetrokken                            | Teruggetrokken                            | Teruggetrokken                            | Teruggetrokken                            | Teruggetrokken                            | Teruggetrokken                            | Teruggetrokken                            |

## Interlands
Hier volgt een lijst met alle bekende interlands van het Santomees voetbalelftal.
| Datum            | Plaats                                 | Competitie                                | Ronde             | Thuisploeg                    | Score  | Uitploeg                      |
| ---------------- | -------------------------------------- | ----------------------------------------- | ----------------- | ----------------------------- | ------ | ----------------------------- |
| 29 juni 1976     | Vlag van Gabon                         | Internationale Spelen van Centraal-Afrika | Tweede Ronde      | Tsjaad                        | 5 — 0  | Sao Tomé en Principe          |
| 7 juli 1976      | Vlag van Gabon                         | Internationale Spelen van Centraal-Afrika | Tweede Ronde      | Sao Tomé en Principe          | 0 — 11 | Congo-Brazzaville             |
| 10 juli 1976     | Vlag van Gabon                         | Internationale Spelen van Centraal-Afrika | Tweede Ronde      | Centraal-Afrikaanse Republiek | 2 — 1  | Sao Tomé en Principe          |
| 25 juli 1987     | Vlag van Sao Tomé en Principe          | Vriendschappelijke wedstrijd              | Afrikaanse Zone   | Sao Tomé en Principe          | 0 — 2  | Guinee-Bissau                 |
| 27 juli 1987     | Vlag van Sao Tomé en Principe          | Vriendschappelijke wedstrijd              | Afrikaanse Zone   | Sao Tomé en Principe          | 1 — 1  | Angola                        |
| 2 augustus 1998  | Libreville                             | Kwalificatie Afrikaans kampioenschap      | Voorronde         | Sao Tomé en Principe          | 0 — 4  | Togo                          |
| 18 augustus 1998 | Lomé                                   | Kwalificatie Afrikaans kampioenschap      | Voorronde         | Togo                          | 2 — 0  | Sao Tomé en Principe          |
| 10 november 1999 | Vlag van Gabon                         | UNIFAC Cup                                | Finaleronde       | Tsjaad                        | 5 — 0  | Sao Tomé en Principe          |
| 11 november 1999 | Vlag van Gabon                         | UNIFAC Cup                                | Finaleronde       | Gabon                         | 1 — 0  | Sao Tomé en Principe          |
| 12 november 1999 | Vlag van Gabon                         | UNIFAC Cup                                | Finaleronde       | Congo-Brazzaville             | 1 — 0  | Sao Tomé en Principe          |
| 13 november 1999 | Vlag van Gabon                         | UNIFAC Cup                                | Finaleronde       | Sao Tomé en Principe          | 0 — 3  | Centraal-Afrikaanse Republiek |
| 14 november 1999 | Vlag van Gabon                         | UNIFAC Cup                                | Finaleronde       | Sao Tomé en Principe          | 2 — 0  | Equatoriaal-Guinea            |
| 8 april 2000     | Sao Tomé                               | WK-kwalificatie                           | Eerste Ronde      | Sao Tomé en Principe          | 2 — 0  | Sierra Leone                  |
| 22 april 2000    | Freetown                               | WK-kwalificatie                           | Eerste Ronde      | Sierra Leone                  | 4 — 0  | Sao Tomé en Principe          |
| 1 juli 2000      | Vlag van Sao Tomé en Principe          | Kwalificatie Afrikaans kampioenschap      | Voorronde         | Sao Tomé en Principe          | 1 — 1  | Gabon                         |
| 15 juli 2000     | Libreville                             | Kwalificatie Afrikaans kampioenschap      | Voorronde         | Gabon                         | 4 — 1  | Sao Tomé en Principe          |
| 11 oktober 2003  | Estádio Nacional 12 de Julho, Sao Tomé | WK-kwalificatie                           | Voorronde         | Sao Tomé en Principe          | 0 — 1  | Libië                         |
| 12 november 2003 | Malabo                                 | Vriendschappelijke wedstrijd              | Afrikaanse Zone   | Equatoriaal-Guinea            | 3 — 1  | Sao Tomé en Principe          |
| 16 november 2003 | 28 maart stadion, Benghazi             | WK-kwalificatie                           | Voorronde         | Libië                         | 8 — 0  | Sao Tomé en Principe          |
| 18 oktober 2006  | Taipei                                 | Vriendschappelijke wedstrijd              | Intercontinentaal | Chinees Taipei                | 2 — 2  | Sao Tomé en Principe          |
| 11 november 2011 | Estádio Nacional 12 de Julho, Sao Tomé | WK-kwalificatie                           | Eerste ronde      | Sao Tomé en Principe          | 0 — 5  | Congo-Brazzaville             |
| 15 november 2011 | Stade Municipal, Pointe-Noire          | WK-kwalificatie                           | Eerste ronde      | Congo-Brazzaville             | 1 — 1  | Sao Tomé en Principe          |
| 15 januari 2012  | Estádio Nacional 12 de Julho, Sao Tomé | Kwalificatie Afrikaans kampioenschap      | Voorronde         | Sao Tomé en Principe          | 1 — 0  | Lesotho                       |
| 22 januari 2012  | Setsotostadion, Maseru                 | Kwalificatie Afrikaans kampioenschap      | Voorronde         | Lesotho                       | 0 — 0  | Sao Tomé en Principe          |
| 29 februari 2012 | Estádio Nacional 12 de Julho, Sao Tomé | Kwalificatie Afrikaans kampioenschap      | Eerste ronde      | Sao Tomé en Principe          | 2 — 1  | Sierra Leone                  |
| 16 juni 2012     | Nationaal stadion, Freetown            | Kwalificatie Afrikaans kampioenschap      | Eerste ronde      | Sierra Leone                  | 4 — 2  | Sao Tomé en Principe          |
| 17 mei 2014      | Estádio Nacional 12 de Julho, Sao Tomé | Kwalificatie Afrikaans kampioenschap      | Eerste ronde      | Sao Tomé en Principe          | 0 — 2  | Benin                         |
| 1 juni 2014      | Stade Charles de Gaulle, Porto-Novo    | Kwalificatie Afrikaans kampioenschap      | Eerste ronde      | Benin                         | 2 — 0  | Sao Tomé en Principe          |
| 13 juni 2015     | Estádio Nacional de Cabo Verde, Praia  | Kwalificatie Afrikaans kampioenschap      | Groepsfase        | Kaapverdië                    | 7 — 1  | Sao Tomé en Principe          |
| 5 september 2015 | Estádio Nacional 12 de Julho, Sao Tomé | Kwalificatie Afrikaans kampioenschap      | Groepsfase        | Sao Tomé en Principe          | 0 — 3  | Marokko                       |
| 8 oktober 2015   | Estádio Nacional 12 de Julho, Sao Tomé | WK-kwalificatie                           | Eerste ronde      | Sao Tomé en Principe          | 1 — 0  | Ethiopië                      |
| 11 oktober 2015  | Addis Abebastadion, Addis Abeba        | WK-kwalificatie                           | Eerste ronde      | Ethiopië                      | 3 — 0  | Sao Tomé en Principe          |
| 23 maart 2016    | Estádio Nacional 12 de Julho, Sao Tomé | Kwalificatie Afrikaans kampioenschap      | Groepsfase        | Sao Tomé en Principe          | 2 — 1  | Libië                         |
| 28 maart 2016    | Neutraal terrein                       | Kwalificatie Afrikaans kampioenschap      | Groepsfase        | Libië                         | 4 — 0  | Sao Tomé en Principe          |
| 4 juni 2016      | Estádio Nacional 12 de Julho, Sao Tomé | Kwalificatie Afrikaans kampioenschap      | Groepsfase        | Sao Tomé en Principe          | 1 — 2  | Kaapverdië                    |
| 4 september 2016 | Stade Moulay Abdallah, Rabat           | Kwalificatie Afrikaans kampioenschap      | Groepsfase        | Marokko                       | 2 — 0  | Sao Tomé en Principe          |

## FIFA-wereldranglijst[8]
| 1998 | 1999 | 2000 | 2001 | 2002 | 2003 | 2004 | 2005 | 2006 | 2007 | 2011 | 2012 | 2013 | 2014 | 2015 | 2016 | 2017 | 2018 |
| ---- | ---- | ---- | ---- | ---- | ---- | ---- | ---- | ---- | ---- | ---- | ---- | ---- | ---- | ---- | ---- | ---- | ---- |
| 194  | 187  | 181  | 186  | 191  | 192  | 195  | 197  | 198  | 200  | 196  | 119  | 158  | 170  | 156  | 153  | 178  | 185  |